# Kill
Kill – dziesiąty album studyjny amerykańskiej grupy deathmetalowej Cannibal Corpse. Wydany został 21 marca 2006 roku nakładem Metal Blade Records na CD oraz w edycji specjalnej z dodatkiem w postaci koncertu na DVD. Płyta zadebiutowała na 170. miejscu listy Billboard 200 w Stanach Zjednoczonych sprzedając się w nakładzie ponad 6000 egzemplarzy w przeciągu tygodnia od dnia premiery. Do 2009 roku nagrania osiągnęły sprzedaż na poziomie 55 000 kopii.

## Lista utworów
Opracowano na podstawie materiału źródłowego.
| Nr  | Tytuł utworu                  | Słowa             | Muzyka            | Długość |
| --- | ----------------------------- | ----------------- | ----------------- | ------- |
| 1.  | „The Time to Kill Is Now”     | Alex Webster      | Alex Webster      | 2:03    |
| 2.  | „Make Them Suffer”            | Paul Mazurkiewicz | Pat O’Brien       | 2:50    |
| 3.  | „Murder Worship”              | Alex Webster      | Alex Webster      | 3:56    |
| 4.  | „Necrosadistic Warning”       | Alex Webster      | Alex Webster      | 3:28    |
| 5.  | „Five Nails Through the Neck” | Alex Webster      | Alex Webster      | 3:45    |
| 6.  | „Purification by Fire”        | Paul Mazurkiewicz | Pat O’Brien       | 2:57    |
| 7.  | „Death Walking Terror”        | Alex Webster      | Alex Webster      | 3:31    |
| 8.  | „Barbaric Bludgeonings”       | Rob Barrett       | Rob Barrett       | 3:42    |
| 9.  | „The Discipline of Revenge”   | Alex Webster      | Alex Webster      | 3:39    |
| 10. | „Brain Removal Device”        | Paul Mazurkiewicz | Pat O’Brien       | 3:14    |
| 11. | „Maniacal”                    | Alex Webster      | Alex Webster      | 2:12    |
| 12. | „Submerged in Boiling Flesh”  | Paul Mazurkiewicz | Paul Mazurkiewicz | 2:52    |
| 13. | „Infinite Misery”             | Pat O’Brien       | Pat O’Brien       | 4:01    |
|     |                               |                   |                   | 42:10   |

| DVD | DVD                             | DVD     |
| Nr  | Tytuł utworu                    | Długość |
| --- | ------------------------------- | ------- |
| 1.  | „Opening”                       | 0:30    |
| 2.  | „Shredded Humans”               | 5:11    |
| 3.  | „Puncture Wound Massacre”       | 2:08    |
| 4.  | „Fucked With A Knife”           | 3:01    |
| 5.  | „Stripped, Raped And Strangled” | 4:20    |
| 6.  | „Decency Defied”                | 4:25    |
| 7.  | „Vomit The Soul”                | 5:57    |
| 8.  | „Unleashing The Bloodthirsty”   | 4:32    |
| 9.  | „Pounded Into Dust”             | 3:10    |
| 10. | „The Cryptic Stench”            | 4:10    |
| 11. | „They Deserve To Die”           | 4:11    |
| 12. | „Dormant Bodies Bursting”       | 3:02    |
| 13. | „Gallery Of Suicide”            | 4:51    |
| 14. | „Pit Of Zombies”                | 5:09    |
| 15. | „The Wretched Spawn”            | 4:59    |
| 16. | „Devoured By Vermin”            | 5:27    |
| 17. | „A Skull Full Of Maggots”       | 3:33    |
| 18. | „Hammer Smashed Face”           | 7:26    |
|     |                                 | 1:16:02 |

## Twórcy
Opracowano na podstawie materiału źródłowego.

- George Fisher – wokal prowadzący
- Pat O’Brien – gitara rytmiczna, gitara prowadząca
- Rob Barrett – gitara rytmiczna, gitara prowadząca
- Alex Webster – gitara basowa
- Paul Mazurkiewicz – perkusja
- Erik Rutan – produkcja muzyczna, inżynieria dźwięku, miksowanie, wokal wspierający
- Shawn Ohtani – inżynieria dźwięku
- Brian J. Ames – projekt graficzny
- Vincent Locke – oprawa graficzna
- Alex Solca – zdjęcia